# پارلی مانی
پارلی مانی (به انگلیسی: Pearle Maaney) (زاده ۲۸ می ۱۹۸۹) بازیگر و مجری تلویزیون هندی است.
از کارهای معروف او می‌توان به بازی در فیلم منچ و  هدف دوگانه اشاره کرد.